# Problème inverse
 (mai 2008).
Si vous disposez d'ouvrages ou d'articles de référence ou si vous connaissez des sites web de qualité traitant du thème abordé ici, merci de compléter l'article en donnant les références utiles à sa vérifiabilité et en les liant à la section « Notes et références ».

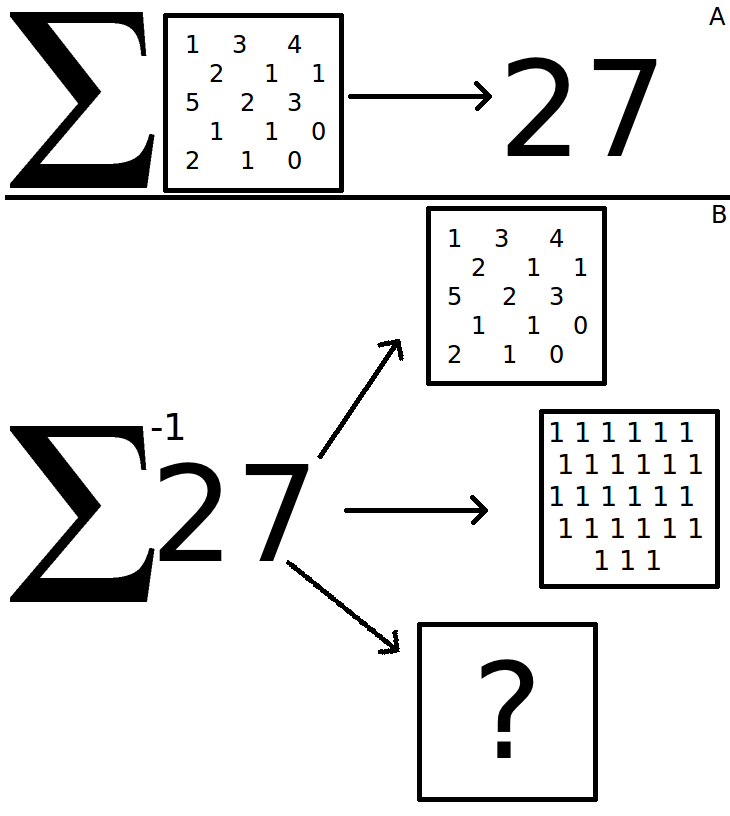
une somme de plusieurs nombres donne le nombre 27, mais peut-on les deviner à partir de 27 ?

En science, un problème inverse est une situation dans laquelle on tente de déterminer les causes d'un phénomène à partir des observations expérimentales de ses effets. Par exemple, en sismologie, la localisation de l'origine d'un tremblement de terre à partir de mesures faites par plusieurs stations sismiques réparties sur la surface du globe terrestre est un problème inverse.
La résolution du problème inverse passe en général par une étape initiale de modélisation du phénomène, dite problème direct qui décrit comment les paramètres du modèle se traduisent en effets observables expérimentalement. Ensuite, à partir des mesures obtenues sur le phénomène réel, la démarche va consister à approximer au mieux les paramètres qui permettent de rendre compte de ces mesures. Cette résolution peut se faire par simulation numérique ou de façon analytique. La résolution mathématique est rendue difficile par le fait que les problèmes inverses sont en général des problèmes mal posés, c'est-à-dire que les seules observations expérimentales ne suffisent pas à déterminer parfaitement tous les paramètres du modèle, voire de problèmes non linéaires, c'est-à-dire que la modélisation peut s'approcher des observations en s'écartant des paramètres réels. Il est donc nécessaire d'ajouter des contraintes ou des a priori qui permettent de réduire l'espace des possibilités de façon à aboutir à une solution unique.
On retrouve des problèmes inverses dans de nombreux domaines scientifiques, en particulier dans l'étude de systèmes complexes pour lesquels on n'a accès qu'à un petit nombre de mesures, par exemple : la Terre en géophysique, les tissus organiques en imagerie médicale, l'Univers en cosmologie, une salle de concert en acoustique architecturale…

## Typologie

### Problèmes inverses linéaires
Un problème inverse linéaire peut être décrit par une équation de la forme m = G(p) où m représente les mesures effectuées, p représente les valeurs des paramètres du phénomène et G est un opérateur linéaire qui représente la relation entre les mesures et les paramètres du modèle.

### Problèmes inverses non linéaires
Dans les problèmes inverses non linéaires la relation entre les observations et les paramètres du modèle est plus complexe. On peut écrire cette relation sous la forme m = G(p) où cette fois, l'opérateur G est non linéaire.